# Reichenstraße 38 (Quedlinburg)

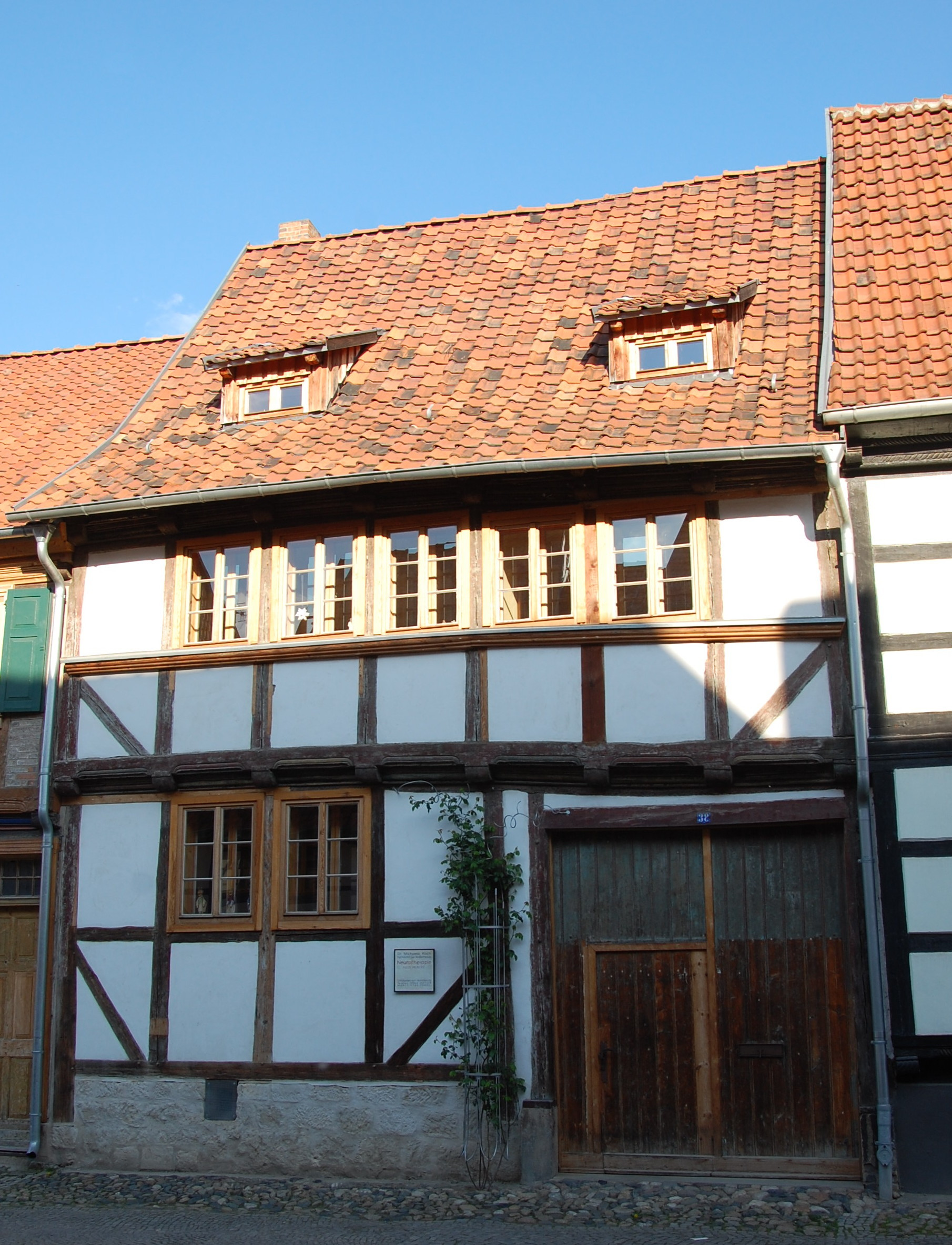
Haus Reichenstraße 38

Das Haus Reichenstraße 38 ist ein denkmalgeschütztes Gebäude in der Stadt Quedlinburg in Sachsen-Anhalt.

## Lage
Es befindet sich im nördlichen Teil der historischen Quedlinburger Neustadt und gehört zum UNESCO-Weltkulturerbe. Das Gebäude ist im Quedlinburger Denkmalverzeichnis als Ackerbürgerhof eingetragen. Nördlich grenzt das gleichfalls denkmalgeschützte Haus Reichenstraße 37, südlich das Haus Reichenstraße 39 an.

## Architektur und Geschichte
Das zweigeschossige Fachwerkhaus entstand im Jahr 1660, gleichzeitig mit dem nördlich gelegenen Martinshof und dem Haus 37. Der Bau wurde vom Zimmermeister Andreas Bock ausgeführt. In der Literatur finden sich auch, wohl unrichtige, Vermutungen, wonach Martin Lange der Baumeister gewesen wäre.
Das Gebäude umfasst eine Breite von acht Gebinden. Im Obergeschoss ist die bauzeitliche Ständerreihung erhalten geblieben. Die Brüstungen waren in späterer Zeit versetzt worden, um größere Fenster zu ermöglichen. Nur die mittlere Brüstung war unverändert geblieben, dort befand sich kein Fenster mehr. Anfang des 20. Jahrhunderts wurde im Zuge einer Sanierung der ursprüngliche Zustand wieder hergestellt. Zugleich wurde im Erdgeschoss ein bestehender Ständerrhythmus entfernt und auch hier die Ständerreihung eingesetzt und die Fenster auf ihre ursprüngliche Größe reduziert. Als zierende Elemente finden sich gerundete Balkenköpfe, Fußbänder in den Eckgefache, profilierte Füllhölzer und stilisierte Schiffskehle an der Stockschwelle. In die Südhälfte des Hauses ist eine Hausdurchfahrt eingefügt, die im 19. Jahrhundert wohl von einem Fuhrmann auf ihre heutige Größe erweitert worden war.
Das Anwesen ist als vierseitiger Hof angelegt. Auch die Hofbebauung ist in Fachwerkbauweise ausgeführt.